# Thomas Enevoldsen
Thomas Enevoldsen (* 27. Juli 1987 in Aalborg) ist ein dänischer ehemaliger Fußballspieler.
In der Spielzeit 2007/08 war er als Stammspieler Mitglied in der Überraschungs-Meistermannschaft von AaB (Aalborg Boldspilklub). Er ist der Sohn des ehemaligen dänischen Legionärs und derzeitigen Co-Trainer von Fortuna Hjørring, Peter Enevoldsen.
Enevoldsen spielt seit dem 10. Februar 2018 in den Vereinigten Staaten beim Orange County SC in der United Soccer League.

## Vereinskarriere

### Aalborg BK
Enevoldsen begann seine Karriere in der Jugend seines Heimatvereins Aalborg BK. 2005 debütierte er für den damaligen Mittelständer in der SAS-Liga und kam fortan bis zur Spielzeit 2007/08 als Ergänzungsspieler zum Einsatz.
2007 verdrängte er den schwedischen Legionär Mattias Lindström aus der Startaufstellung und entwickelte sich zu einem wichtigen Mitglied in der Mittelfeldlinie der AaB-Überraschungsmannschaft. An der Seite von Andreas Johansson, Kasper Risgård und Thomas Augustinussen spielte er eine herausragende Saison, die für die Mannschaft mit dem ersten Meistertitel seit 1999 endete. Auf internationaler Ebene konnte er bereits im Vorfeld der Meisterschaft mit dem Gewinn des UEFA Intertoto Cup 2007 seinen ersten Erfolg auf Mannschaftsebene verbuchen und zog mit der AaB in die Qualifikationsrunde des UEFA-Pokals 2007/08 ein. Nach Erfolgen über HJK Helsinki und Sampdoria Genua schaffte man es bis in die Gruppenphase, wo er mit dem Verein hinter FC Getafe, Tottenham Hotspur und dem RSC Anderlecht auf dem vierten Rang scheiterte. Enevoldsen kam in sieben von acht Spielen auf europäischer Ebene zum Einsatz und avancierte mit drei Toren, darunter eines im November 2007 im Auswärtsspiel gegen Tottenham, zum erfolgreichsten Torschützen seines Vereins.
In der Folgesaison konnte der Verein den Mannschaftsstamm halten und sogar mit Routiniers wie Marek Saganowski und Kasper Bøgelund ergänzen. Trotzdem schaffte man es nicht den Erfolg des letzten Jahres auf Landesebene zu prolongieren und rutschte auf Tabellenplatz sieben ab. International schaffte man mit der Qualifikation für die Gruppenphase der Champions League jedoch einen weiteren Vereinshöhepunkt. In einer Gruppe mit Manchester United, FC Villarreal und Celtic Glasgow hielt man sich wacker und feierte mit einem 2:2-Unentschieden in Manchester bzw. einem 2:1-Heimsieg gegen Glasgow mehrere Achtungserfolge. Man beendete die Gruppenphase noch vor Celtic als Tabellendritter, wodurch ein Weiterkommen im UEFA-Cup gesichert war. Im Sechzehntelfinale fegte man daraufhin das favorisierte Deportivo La Coruña mit einem Gesamtergebnis von 6:1 weg, ehe man im Achtelfinale unglücklich im Elfmeterschießen an Manchester City scheiterte. Die starke internationale Performance der Aab-Mannschaft hatte Begehrlichkeiten anderer Vereine geweckt, woraufhin einige Spieler, allen voran Enevoldsen, als heiße Transferkandidaten gehandelt wurden.
Daraufhin wurde er mit diversen europäischen Vereinen in Verbindung gebracht, wobei vor allem Benfica Lissabon sein großes Interesse an der Verpflichtung des Spielers bekundete. Alle Wechselgerüchte verliefen jedoch im Sand. Grund dafür war unter anderem seine ungewisse körperliche Verfassung. Er hatte über die gesamte Saison mit einer Knöchelverletzung gespielt und diese erst vor der letzten Runde der Spielzeit behandeln lassen. Es folgte eine über einmonatige Rekonvaleszenz und die Ungewissheit ob bleibende Schäden entstanden waren. In der Zwischenzeit hatte bereits die halbe AaB-Erfolgsmannschaft, darunter Augustinussen, Risgård und Beauchamp einen neuen Arbeitgeber gefunden, woraufhin Aalborg bekanntgab, mit dem gerade wieder fit gewordenen Enevoldsen einen Neuaufbau der Mannschaft starten zu wollen und ihn nur für eine hohe Ablösesumme wechseln zu lassen. In Folge startete Enevoldsen mit AaB in die neue Spielzeit, ehe doch noch ein Wechsel in die niederländische Eredivisie zum FC Groningen zustande kam. Groningen hatte bereits länger das Interesse an einer Verpflichtung von Enevoldsen bekundet, war jedoch erst durch den Transfer von Marcus Berg zum Hamburger SV in der Lage eine hohe Ablösesumme zu stemmen.

### FC Groningen
In Groningen konnte er sich auf Anhieb in die Mannschaft eingliedern und erhielt einen Stammplatz im rechten Mittelfeld. Am 13. Dezember 2009 im Auswärtsspiel gegen Sparta Rotterdam sorgte er daraufhin erstmals mit einem lupenreinen Hattrick für Furore. Bis zum Ende der Spielzeit, die Groningen im Mittelfeld der Liga auf Tabellenplatz acht beendete, war er durch konstant starke Leistungen zu einer der Entdeckungen der Eredivisie avanciert und von Nationaltrainer Morten Olsen in das vorläufige Aufgebot Dänemarks für die Fußball-Weltmeisterschaft 2010 in Südafrika nominiert worden.

### KV Mechelen
Nach der Saison 2011/2012 wechselte Enevoldsen zum KV Mechelen.

## Nationalmannschaft
Ab seinem Debüt am 7. September 2004 für die dänische U-18-Nationalmannschaft kam er in der Jugendauswahl seines Landes zum Einsatz.
Mit der U-20-Nationalmannschaft nahm er 2006 am nordirischen Milk Cup teil, wo man jedoch bereits in der Vorrunde an der Türkei, USA und dem Gastgeberland scheiterte.
Von 2007 bis 2008 lief er insgesamt dreizehn Mal für die dänische U-21-Nationalmannschaft auf. Unter anderem absolvierte er dabei sieben Spiele in der Qualifikation zur U-21-Fußball-Europameisterschaft 2009, an der die Mannschaft jedoch scheiterte.
Bereits als Groningen-Spieler feierte er am 14. Oktober 2009 im Qualifikationsspiel zur Fußball-Weltmeisterschaft 2010 bei der 0:1-Auswärtsniederlage gegen Ungarn sein Debüt in der A-Nationalmannschaft. In der 46. Spielminute verließ er für Søren Larsen das Spiel. 2009 folgten noch zwei weitere Freundschaftsspiele, ehe er überraschend als Alternative auf rechts zum ebenfalls in den Niederlanden engagierten Dennis Rommedahl, in den vorläufigen Kader für die Fußball-Weltmeisterschaft 2010 nominiert wurde.

## Sonstiges
Sein Vater Peter war ebenfalls Profifußballer und stand in den 80er Jahren unter anderem bei Borussia Mönchengladbach und dem LASK Linz unter Vertrag. Derzeit ist er als Co-Trainer der erstklassigen Frauenfußball-Mannschaft Fortuna Hjørring tätig. Sein jüngerer Bruder Simon (* 1991) versucht sich ebenfalls als Fußballspieler, brachte es aber bisher nicht über den Jugend- bzw. unterklassigen Amateurfußball hinaus. Der junge Torwart entstammt ebenfalls dem Nachwuchsbereich des Aalborg BK.
Enevoldsen ist mit der ehemaligen dänischen Handballspielerin Lærke Møller verheiratet. Das Paar hat eine gemeinsame Tochter.

## Erfolge
- 1× Dänischer Meister: 2008
- 1× UEFA Intertoto Cup: 2007 (Nord-Europa)